# كاثرين غالاغير
كاثرين غالاغير (بالإنجليزية: Katherine Gallagher)‏ هي كاتِبة وشاعرة أسترالية، ولدت في 7 سبتمبر 1935 في Maldon, New South Wales ‏ في أستراليا.